# Zapasy na Letnich Igrzyskach Olimpijskich 1980 – kategoria do 100 kg w stylu klasycznym
Zmagania mężczyzn w wadze 100 kg to jedna z dziesięciu męskich konkurencji w zapasach w stylu klasycznym rozgrywanych podczas Letnich Igrzysk Olimpijskich 1980. Pojedynki w tej kategorii wagowej odbyły się w dniach 21 – 23 lipca.

## Klasyfikacja[2]
| Pozycja | Nazwisko          | Kraj           |
| ------- | ----------------- | -------------- |
| 1       | Georgi Rajkow     | Bułgaria       |
| 2       | Roman Bierła      | Polska         |
| 3       | Vasile Andrei     | Rumunia        |
| 4       | Refik Memišević   | Jugosławia     |
| 5       | Jeorjos Pikilidis | Grecja         |
| 6       | Oldřich Dvořák    | Czechosłowacja |
| 7       | Nikołaj Bałboszyn | ZSRR           |
| 8       | Svend Studsgaard  | Dania          |
| 9       | Tamás Gáspár      | Węgry          |

## Zasady
Przyjęto zasadę punktów karnych, gdzie zdobycie sześciu punktów lub więcej eliminowało zawodnika z turnieju. Kolejność miejsc medalowych ustalona została w specjalnej rundzie finałowej, z udziałem trzech zawodników z najmniejszą liczbą takich punktów.
- TPP — Punkty karne razem
- MPP — Punkty karne pojedynku
- TF — Łopatki
- DQ — Dyskwalifikacja za pasywność
- D1 — Dyskwalifikacja za pasywność, zwycięzca również był pasywny
- IN — Kontuzja przeciwnika
- DNA — Nie przystąpił do walki

## Punktacja
- 0 — Wygrana na łopatki, przewagę techinczną, pasywność, kontuzję
- 0.5 — Wygrana na punkty  (8-11 punktów różnicy)
- 1 — Wygrana na punkty  (1-7 punktów różnicy)
- 2 — Dyskwalifikacja za pasywność, zwycięzca również był pasywny
- 3 — Przegrana na punkty (1-7 punktów różnicy)
- 3.5 — Przegrana na punkty (8-11 punktów różnicy)
- 4 — Przegrana na łopatki, przewagę techiczną, pasywność, kontuzję

## Wyniki[3]

### Pierwsza runda
| TPP | MPP |                   | Wynik\|Czas |                   | MPP | TPP |
| --- | --- | ----------------- | ----------- | ----------------- | --- | --- |
| 4   | 4   | Tamás Gáspár      | TF / 5:06   | Nikołaj Bałboszyn | 0   | 0   |
| 0   | 0   | Vasile Andrei     | DQ / 5:37   | Refik Memišević   | 4   | 4   |
| 4   | 4   | Svend Studsgaard  | DQ / 5:58   | Roman Bierła      | 0   | 0   |
| 0   | 0   | Jeorjos Pikilidis | DQ / 7:05   | Oldřich Dvořák    | 4   | 4   |
| 5   |     | Georgi Rajkow     |             | Bez walki         |     |     |

### Druga runda
| TPP | MPP |                   | Wynik\|Czas |                   | MPP | TPP |
| --- | --- | ----------------- | ----------- | ----------------- | --- | --- |
| 0   | 0   | Georgi Rajkow     | DQ / 8:05   | Tamás Gáspár      | 4   | 8   |
| 4   | 4   | Nikołaj Bałboszyn | IN / 1:53   | Vasile Andrei     | 0   | 0   |
| 4   | 0   | Refik Memišević   | DQ / 3:58   | Svend Studsgaard  | 4   | 8   |
| 0   | 0   | Roman Bierła      | DQ / 5:27   | Jeorjos Pikilidis | 4   | 4   |
| 4   |     | Oldřich Dvořák    |             | Bez walki         |     |     |

### Trzecia runda
| TPP | MPP |                   | Wynik\|Czas |                   | MPP | TPP |
| --- | --- | ----------------- | ----------- | ----------------- | --- | --- |
| 8   | 4   | Oldřich Dvořák    | DQ / 6:39   | Georgi Rajkow     | 0   | 0   |
| 4   | 4   | Vasile Andrei     | DQ / 7:24   | Roman Bierła      | 0   | 0   |
| 4   | 0   | Refik Memišević   | DQ / 5:15   | Jeorjos Pikilidis | 4   | 8   |
| 4   |     | Nikołaj Bałboszyn |             | DNA               |     |     |

### Czwarta runda
| TPP | MPP |                 | Wynik\|Czas |               | MPP | TPP |
| --- | --- | --------------- | ----------- | ------------- | --- | --- |
| 1   | 1   | Georgi Rajkow   | 7 - 2       | Vasile Andrei | 3   | 7   |
| 7   | 3   | Refik Memišević | 2 - 5       | Roman Bierła  | 1   | 1   |

### Runda finałowa
Zaliczone pojedynki z wcześniejszych rund
| TPP | MPP |               | Wynik\|Czas |               | MPP | TPP |
| --- | --- | ------------- | ----------- | ------------- | --- | --- |
|     | 4   | Vasile Andrei | DQ / 7:24   | Roman Bierła  | 0   |     |
|     | 1   | Georgi Rajkow | 7 - 2       | Vasile Andrei | 3   | 7   |
| 3   | 2   | Georgi Rajkow | D1 / 7:52   | Roman Bierła  | 4   | 4   |